# Herbert Culmann
Herbert Culmann (* 15. Februar 1921 in Neustadt an der Weinstraße; † 5. Februar 1998 in Bad Berleburg) war ein deutscher Jurist und von 1972 bis 1982 Vorstandsvorsitzender der Deutschen Lufthansa AG.

## Leben
Culmann war Sohn eines Kaufmanns. Er diente nach dem Abitur 1939 im Zweiten Weltkrieg zunächst bei der Marine, kam später aber über die Marinefliegerei als Flugzeugführer zur Luftwaffe. Nach Kriegsende studierte er in Heidelberg Rechtswissenschaften und promovierte dort 1951. Als einer der ersten Mitarbeiter bei der damaligen „Aktiengesellschaft für Luftverkehrsbedarf“ begann er 1953 seine Karriere bei der Lufthansa. Am 4. Juli 1957 erteilte ihm die Lufthansa Prokura, 1964 wurde er in den Vorstand berufen. Zu dieser Zeit waren die Vorstandsmitglieder der Lufthansa alle gleichberechtigt. 1970 wurde er „Vorstandssprecher“, 1972 dann erster Vorstandsvorsitzender der Lufthansa. Unter seiner Leitung wurde die Lufthansa zu einer internationalen Airline mit hochmoderner Flotte. 1974 hatte Culmann einen schweren Verkehrsunfall, der zu einer starken Beeinträchtigung seiner Gesundheit führte. Eine Affäre um Millionenprovisionen für den Verkauf von Billigtickets nutzte die Politik 1982 zu seiner vorzeitigen Ablösung durch den SPD-Politiker Heinz Ruhnau. In der Zeit nach der Lufthansa war Culmann langjähriger Präsident des Deutschen Aero Clubs.

## Ehrungen
- Verdienstkreuz 1. Klasse des Verdienstordens der Bundesrepublik Deutschland (1977)
- Großes Verdienstkreuz des Verdienstordens der Bundesrepublik Deutschland (1981)
- Großes Verdienstkreuz mit Stern des Verdienstordens der Bundesrepublik Deutschland (1991)